# ルーロフ・ヤンスゾーン・ファン・フリース
ルーロフ・ヤンスゾーン・ファン・フリース（Roelof Jansz. van Vries、1630年頃生まれ、1681年以降に死去）はオランダの画家である。風景画を描き、多くの場合、建物が一緒に描かれた。

## 略歴
ハールレムに生まれた。作品の署名は"Rvries"とした。生年は1659年11月に、結婚した時、28歳であったという記録から推定された。この結婚式にはフランス・ハルスの息子の画家のレイニール・ハルス(Reynier Hals)が立ち合いを務めた。1653年にライデンの聖ルカ組合に入会したローランド・ファン・フリース(Roelandt van Vries)という人物と同一人物であると考えられている。ライデンで活動した後、1657年にはハールレムの聖ルカ組合に入会した。1859年からアムステルダムで活動した。1681年に最後の署名のある作品が制作した後、1702年にはすで死去していたとの証言する文書がある。アムステルダムで亡くなったと考えられている。
ファン・フリースが誰の弟子であったかは知られていない、同時代のハールレムの風景画家たち、ヤーコプ・ファン・ロイスダール(c.1628-1682)やメインデルト・ホッベマ(1638-1709)、ヤン・ワイナイツ(c.1630-1684)、フィリップス・ワウウェルマン(1619-1668)から影響を受けていたとされる。

## 作品

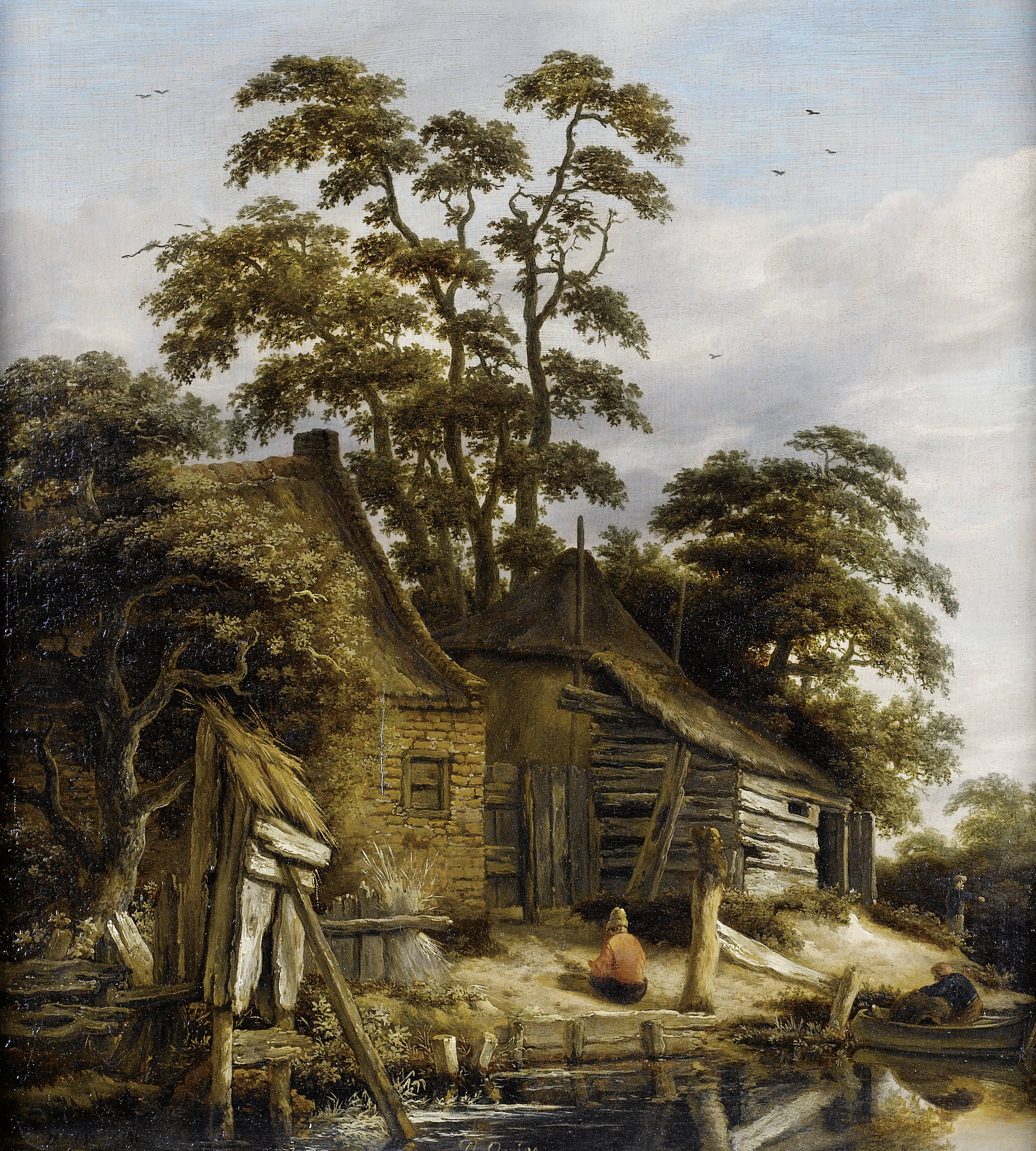
川辺の小屋と人物
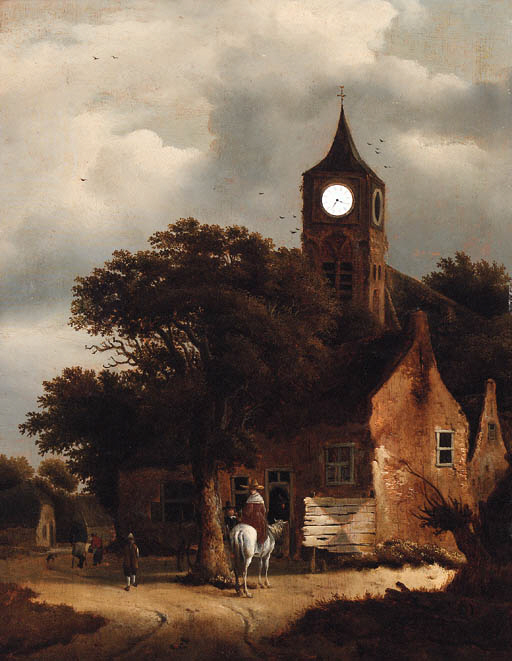
教会の隣の旅館の旅人
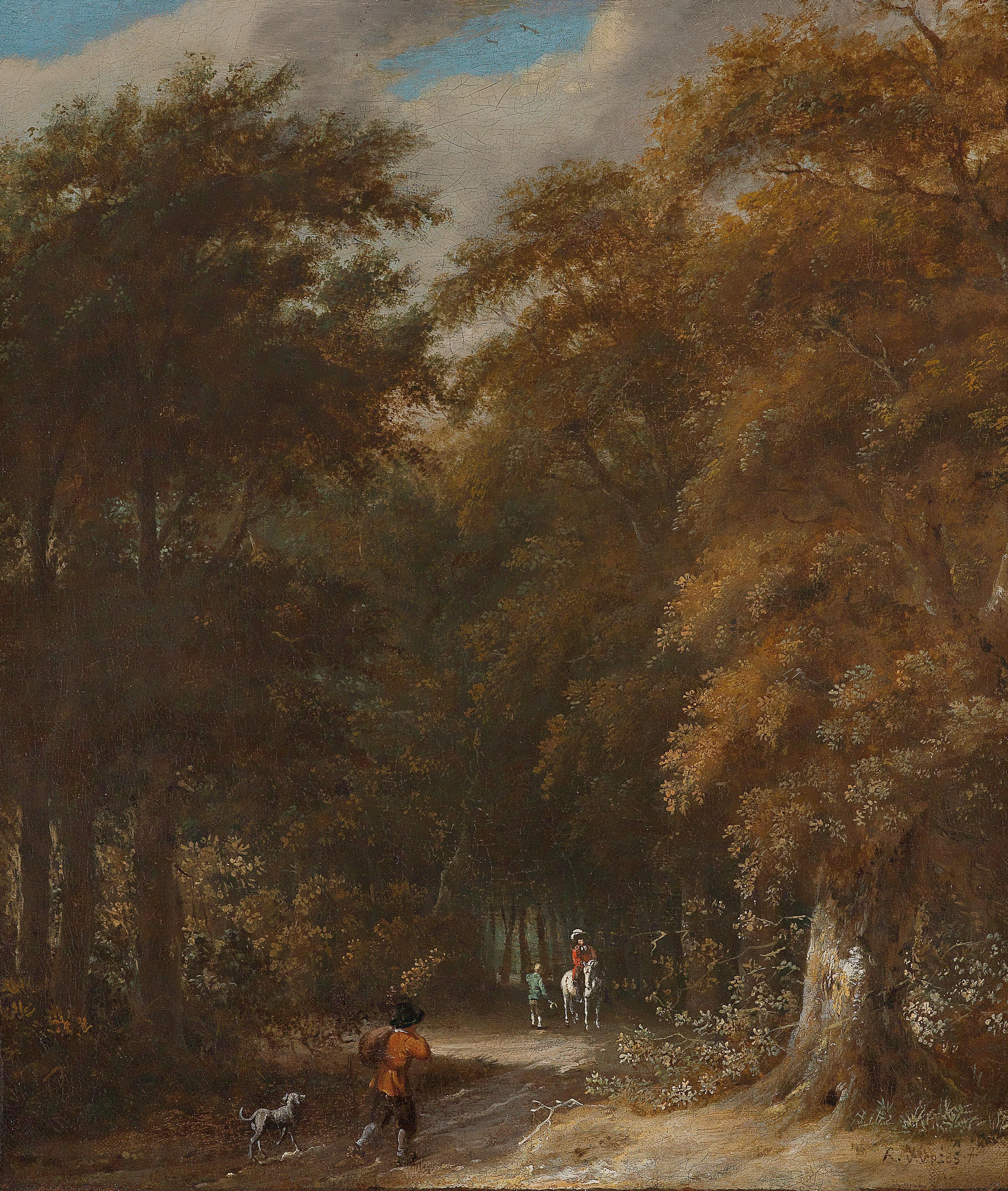
旅人と白馬に乗った人物のいる森風景
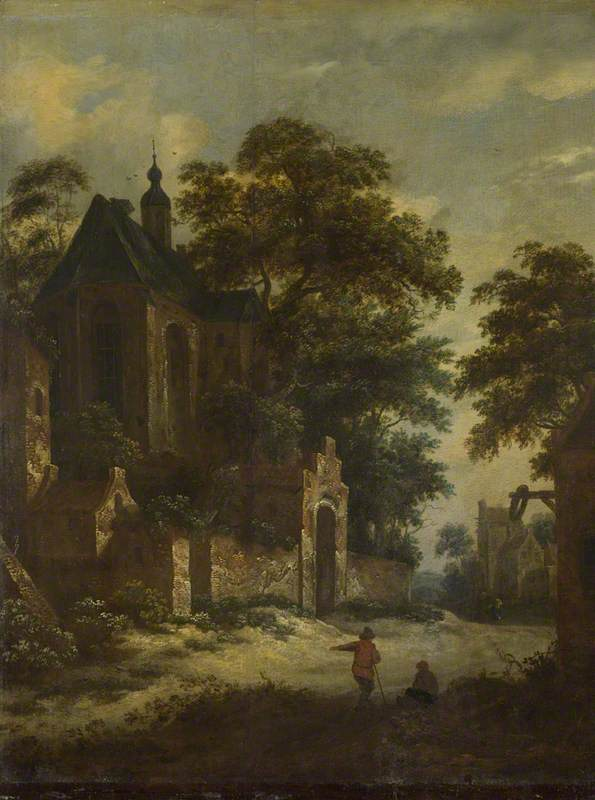
村の風景